# Timber (Musikstück)
Timber (vom englischen Begriff für Bauholz) ist ein Musikstück der Gruppe Coldcut aus dem Jahr 1998, mit dem diese gegen die Abholzung des tropischen Regenwaldes protestierte. Das in Zusammenarbeit mit den Videokünstlern Hexstatic entstandene Musikvideo erregte große Aufmerksamkeit, da die für das Stück verwendeten Samples von Motorsägen, splitternden Bäumen oder Klopfkäfern noch synchron mit den dazugehörigen Videobildern verbunden waren. Diese Methode wurde vermutlich zuerst von Holger Hiller 1988 für sein Video „Ohi Ho Bang Bang“ benutzt, im Kontext des Experimentalfilms von Filmemachern wie Claus Blume („Kniespiel III“, 1990).
Die Musiker von Coldcut benutzten eine selbst programmierte Videomix-Software namens VJamm. Das Material wurde Coldcut von Greenpeace zur Verfügung gestellt. Das Video gewann einen Preis des französischen Fernsehens, den MCM Best Video Editing Award. Es wurde insgesamt viermal geremixt und kam damit in das Guinness-Buch der Rekorde für die Single mit den meisten Video-Remixen.
Da die veröffentlichte CD-ROM neben den eigentlichen Musikstücken auch mehrere Video-Remixes beinhaltete, galt „Timber“ nach den Vorschriften der britischen Phono-Industrie nicht als Single und erschien aus diesem Grund trotz guter Verkaufszahlen nicht in den britischen Top 100.